# Dagmar Teatret
 Ikke at forveksle med Dagmarteatret.
Dagmar Teatret er en af de ældste nuværende biografer i København. 
Dagmarteatrets teaterbygning samme sted blev revet ned i 1937 og erstattet af det nuværende Dagmarhus. Biografen fungerede under 2. verdenskrig som biograf for den tyske Wehrmacht. Biografen blev renoveret efter krigens afslutning i 1945 og den store sal fremstår stort set som dengang.
I 1952 blev filminstruktøren Carl Th. Dreyer direktør for biografen. Han lagde repertoiret med hovedvægten på kunstnerisk værdifulde værker. Profilen fortsatte, da en anden filminstruktør, Henning Carlsen, i 1968 overtog ledelsen. 
Biografen har siden 1980'erne været drevet af Sandrew Metronome, men blev i 2006 købt af Nordisk Film sammen med søsterbiografen Kinopalæet i Lyngby.
I alt har Dagmar fem sale. 

### Referecer
1. ↑  "Biografmuseet: Aftener med Dagmar – DAGMAR TEATRET's 70 års jubilæum". Arkiveret fra originalen 10. marts 2013. Hentet 28. maj 2010.

55°40′34.9″N 12°33′56.9″Ø / 55.676361°N 12.565806°Ø